# Margot Kidder
Margaret Ruth Kidder (Yellowknife, 17 de outubro de 1948 — Livingston, 13 de maio de 2018) foi uma atriz de origem franco-canadense.

## Carreira
Começou a atuar na década de 1960 e estreou no cinema em 1969, aparecendo em alguns telefilmes. Conseguiu chamar a atenção de público e crítica com sua macabra atuação como as problemáticas siamesas no clássico menor Irmãs Diabólicas (1973), um dos primeiros filmes do diretor Brian De Palma.
A fama internacional viria com o papel de Lois Lane na superprodução Superman, o Filme (1978), no qual formou par romântico com Christopher Reeve. Ela voltaria ao papel em Superman II (1980), além de fazer participações menores nas continuações lançadas em 1983 e 1987.
Sua carreira, ainda que prolífica, não teve muitos filmes de sucesso. Uma das exceções é o drama sobrenatural  The Amitvylle Horror (1979), primeiro filme da série Amityville. Sofreu um grave acidente de carro em 1990 e ficou dois anos sem trabalhar.
Em 1996, passou por sérios problemas psiquiátricos e foi diagnosticada como maníaca depressiva. Em 1998, fez o filme O Palhaço Assassino e "Halloween II - 2009", fazendo o papel da psicóloga de Laurie Stroud. Fez uma pequena participação em Smallville, 4º temporada em 2004, e interpretou a assistente de Virgil Swann, interpretado por Christopher Reeve) com o nome de "Bridgette Crosby", no  episódios "Cruzada" e "Transferência"
Foi casada com o ator John Heard entre 25 de agosto de 1979 e 26 de dezembro de 1980. 
Cometeu suicídio em 13 de maio de 2018.